# Catalán barcelonés

Dialecto barceloní dentro del catalán.

El catalán barcelonés o barceloní (catalán [bəɾsəluˈni]) es una variante del catalán oriental central que se habla en Barcelona y su área metropolitana. Presenta características gramaticales, léxicas y fonéticas propias aunque son estas últimas las que lo hacen especialmente reconocible.

## Historia, prestigio y difusión
Tiene su origen en el catalán que llevaron los pobladores orientales de la Cataluña Vieja, aunque las características que lo hacen diferenciable de los dialectos geográficamente inmediatos son muy posteriores. Esto se demuestra al observar que el catalán balear y el catalán alguerés descendientes del catalán ampurdanés y del barcelonés respectivamente son más distantes a los dialectos de origen que entre ellos.
Durante la Edad Media el dialecto barcelonés no tuvo ningún papel destacable. No fue hasta la Renaixença que escritores de esta área le dieron esplendor literario, y por tanto importancia cultural, aunque estos mismos escritores preferían enriquecer la escritura con términos de otras variantes de la lengua. Se puede pensar que debía de tener mucho peso en la normativización del catalán, porque Pompeu Fabra era del distrito de Gracia (Barcelona), aunque él mismo admitía haber rectificado muchos detalles que consideraba impurezas de la lengua.
Durante el siglo XX el barcelonés ha sido el dialecto del catalán de Cataluña que ha sufrido una mayor presión del castellano llevado por las inmigraciones desde otras regiones de España. Esto ha hecho que perdiera mucho prestigio social y que se hablara de supuestos diferentes dialectos barceloneses llamados "bleda", "chava" o "catalán light", cada uno viniendo a etiquetar diferentes grados de castellanización en diferentes aspectos. Por todo esto a menudo es despreciado como dialecto impuro por hablantes de otras variantes del catalán oriental central.
Sin embargo, y pese a su reducida extensión geográfica, por ser un área densamente poblada y por tanto tener un peso demográfico importante, este dialecto ha tenido un papel muy importante en los medios de comunicación catalanes, con el resultado de dar difusión a buena parte de sus características en el resto de las áreas de habla catalana, hasta el punto de conseguir que en el resto de dialectos puedan dejar de sonar extrañas algunas de estas características.

## Fonética

### Vocalismo
Como en el resto del catalán oriental central, el dialecto tiene 8 vocales diferentes. En posición tónica sólo aparecen 7, y en posición átona sólo aparecen 3: [i], [u] y la vocal neutra. Pero hay diferencias en su timbre:
- Diferenciación más clara entre la o abierta y la o cerrada que en el norte del dialecto, aunque menos que en el catalán de Baleares.
- Diferenciación de la e abierta y la e cerrada, pero las dos en un tono más cerrado que en el norte del dialecto.
- Tendencia a pronunciar con el sonido vocal casiabierta central [ɐ] la vocal neutra /ə/. Esta es la característica más diferenciable de la variante y una de las marcas más fuertes que ha dejado la presión del castellano, como se nota en la diferencia dialectal entre generaciones.

Elisiones:
- Elisión sistemática de las A átonas iniciales: déu por adéu, nar por anar, ver por haber, gafar por agafar. Es un fenómeno muy generalizado sobre todo después de la preposición per ("por"): per'qui (per aquí), per'xo (per això), per'llò (per allò).
- Elisión de vocal neutra entre una oclusiva o fricativa y una erre si se puede acabar formando un grupo consonántico: barana, berenar, carabassa, caragol, caramel, escarabat, pero, safareig, taronja, Teresa, veritat se pronuncian con una sílaba menos: "brana", "brenar", "carbassa", "cargol", "carmel", "escarbat", "prò", "safreig", "tronja", "Tresa", "vritat"...
- Simplificación del grupo final -gua átono en palabras como llengua, aigua pronunciadas llenga, aiga. Actualmente es un fenómeno lingüístico que se encuentra en retroceso de uso.

Desviación puntual de las neutralizaciones del catalán oriental:
- Pronunciación de los apócopes como en catalán occidental: foto ['fo.to], moto ['mo.to] (atribuible a la interferencia del castellano).
- Neutralización de la e en el hiato "eo" geòleg (geólogo) [ʒə'ɔlek].
- No neutralización de la e en las palabras acabadas en -ase: classe ['kla.se], base ['ba.ze], fase ['fa.ze] (atribuible a la interferencia del castellano).

Creación de diptongos crecientes por sistema: familia [fə'mi.ljə] en vez de [fə'mi.li.ə] (no generalizado).

### Consonantismo
- Sonorización de la ss del conjunto -ssió: pressió [prə'zjo] por [prə.si'o], discussió [dis.ku'zjo] por [dis.ku.si'o]
- Tendencia al yeísmo (no es general): realización del fonema /ʎ/ como semiconsonante [j], no sólo en los casos de yodización histórica (no es sistemática, por ejemplo ce[j]a por cella)
- Tendencia al ensordimiento del fonema /ʤ/ en posición intervocálica: metge (médico) ['me.ʧə], platja (playa) ['plan.ʧɐ], mitjons (calcetines) [mí'ʧons], mitja (media) ['mí.ʧɐ].
- Las fricativas palatales [ʃ,ʒ] se articulan generalmente africadas [tʃ,dʒ] al principio de palabra o detrás de consonante: xarop (jarabe) [ʧɐˈɾɔp], panxa (barriga) [ˈpanʧɐ], Jordi [ˈdʒɔɾði], penja (cuelga) [ˈpenʒɐ] (una distribución obstruyente/continua análoga a la de las oclusivas sonoras de los sistemas /b, d, g/).
- En palabras empezando por ex- la x se articula a veces como [dz] o [ʤ]: edzèrcit o edgèrcit por "exèrcit", edzercici o edgercici por "exercici".
- En las palabras donde la -r final se pronuncia, aparece sistemáticamente una [t] final de refuerzo: cor ['kɔrt], mar ['mart]
- En algunas palabras acabadas en -i átona, aparece una [t] final de refuerzo: col·legi [ku'ɫɛʒit], api ['apit]

## Gramática

### Clíticos
Una diferencia importante entre el catalán normativo y el catalán barcelonés coloquial son los pronombres clíticos. En catalán normativo estos pronombres postpuestos al verbo son para las dos primeras personas del plural -nos, -vos (español: 'nos' y 'os') cuando siguen a una forma verbal acabada en consonante (si la forma verbal acaba en vocal las formas son  'ns, vos), pero en catalán de Barcelona tienen la forma fonológica /-ns/ y /-ws/ que en la pronunciación adquieren una vocal epentética final, ejemplos:
(estándar) Pentinem-nos 'Peinémonos'
(barcelonés) "Pentinemse" [pəntiˈnɛmsə] < /pentinɛm-ns/
(estándar) Pentineu-vos 'Peináos'
(barcelonés) "Pentineuse" [pəntiˈnɛwzə] < /pentinɛu-ws/
Otros ejemplos:
(est.) ens surt això 'Nos sale esto'
(bar.) ens-e surt això < /ns suɾt aʃɔ/
(est.) Què us sembla? '¿Qué os parece?'
(bar.) Què us-e sembla? < /kɛ ws sembla/
Esto conduce a formaciones que parecen tener una construcción con un en extra:
(bar.) ens en anem? < /nsə n anɛm/
(est.) ens n'anem? < /əns n anɛm/ 'nos vamos [de aquí]'
(bar.) us en aneu? < /wsə n anɛu/
(est.) us n'aneu? < /us n anɛu/ 'os váis [de aquí]'
Además hay otros cambios que afectan a pronombres clíticos (pronoms febles en la terminología tradicional), como por ejemplo:
- Uso de els-i en lugar de els 'les' para el complemento indirecto (también se da la forma lis, aunque actualmente está muy estigmatizada, aunque es recurrente).
- Sincretismo sistemático de combinaciones de clíticos CD + CI: l'hi para las formas originalmente diferentes l'hi, la hi, li ho 'se lo, se la, se lo'; els hi ... en lugar de els el ... 'se lo ... (a ellos/as)', els la ... 'se la ... (a ellos/as)', els els 'se los ...', els les ... 'se las ...', els ho ... 'se lo ...', els hi 'los ... (allí)', les hi 'las ... (allí)'.
- Uso de n'hi en lugar de els en, li'n:
(bar.) N'hi porto = (est.) els en porto 'les llevo [de eso]'
(bar.) N'hi porto = (est.) li'n porto 'le llevo [de eso]'
  - Pronunciación [nʔn] del pronombre en: Que ne'n tens? (muy vulgar).
- Sustitución de "-nos-en" [nuzʔn] y "-us-en" [uzʔn] por "-se'n" [zʔn]: anem-se'n a dutxar", "feu-se'n tantes com vulgueu" (compartido con otros dialectos).
  - Los pronombres toman la forma completa y no la reforzada en el verbo "dir" solo cuando es con el significado de llamarse: "Com te dius?", "Com me dic?" en vez de "Com et dius?", "Com em dic?".
- Uso dominante de los artículos personales el/la/l' en vez de los en/na/n', aunque la forma en no está perdida.

### Morfología
Existen algunas diferencias menores respecto al catalán oriental central, como por ejemplo:
- Uso generalitzado de vem y veu en lugar de vam/vàrem y vau/vàreu: vem fer 'hicimos', veu anar 'fuisteis'.
- Aparición de gerundios con aumento velar, por analogía con los participios: (bar.) somriguent en lugar de (est.) somrient 'sonriendo', (bar.) poguent en lugar de (est.) podent 'pudiendo'.
  - La primera y tercera persona del sinuglar del presente de subjuntivo se acaba en -ssi: (bar.) fessi por (est.) fes 'hiciese', (bar.) cantessi por (est.) cantés 'cantase' (este cambio no está generalizado, y está bastante estigmatizado).
  - Sobreuso de la forma incoativa -eixa: (bar.) serveixa, reuneixa (considerado vulgar y actualmente poco frecuente).
  - Uso de ets por has: Com ho ets fet? en lugar de Com ho has fet? '¿Cómo lo has hecho?' (considerado vulgar).
  - Casos puntuales: (bar.) coneixo 'conozco' en lugar de (est.) conec; (b.) apareixo en lugar de aparec 'aparezco'; (b.) digue'm en lugar de (e.) digues-me 'dime'; donc, dons y dongui, donguis en lugar de dono, dónes 'doy, diese' y doni, donis 'de, des'; sapigut 'sabido' en lugar de sabut; érets 'eras, estabas' en lugar de eres; fagi, fagis, 'haga, hagas' etc. en lugar de faci, facis, etc.

- Cambios en los pronombres débiles:
  - Pronombre els-i por els del complemento indirecto (también se encuentra la forma lis, considerada muy vulgar, pero recurrente en castellanoparlantes que han aprendido el catalán de adultos).
  - Sincretismo sistemático de combinaciones de pronombres débiles CD + CI: l'hi por l'hi, la hi, li ho; els hi por els el, els la, els els, els les, els ho, els hi, les hi; n'hi por els en, li'n.
  - Pronombres ens y us con una vocal de refuerzo detrás cuando van seguidos de consonante. Ejemplos: [ən.zə] y [u.zə] delante de s: "ens e surt això", "Què us e sembla?". Esto altera la forma estándar de algunas combinaciones de pronombres, como seguidos del pronombre en: "ens en anem?" por "ens n'anem?", "us en aneu?" por "us n'aneu?".
  - Pronúncia [nən] del pronombre en: Que ne'n tens? (muy vulgar).
- Sustitución de "-nos-en" [nuzən] y "-us-en" [uzən] por "-se'n" [zən]: anem-se'n a dutxar", "feu-se'n tantes com vulgueu" (compartido con otros dialectos).
  - Los pronombres toman la forma completa y no la reforzada en el verbo "dir" solo cuando es con el significado de llamarse: "Com te dius?", "Com me dic?" en vez de "Com et dius?", "Com em dic?".
- Uso dominante de los artículos personales el/la/l' en vez de los en/na/n', aunque la forma en no está perdida.